# Kulesze Kościelne (gemeente)
De gemeente Kulesze Kościelne is een landgemeente in het Poolse woiwodschap Podlachië, in powiat Wysokomazowiecki.
De zetel van de gemeente is in Kulesze Kościelne.
Op 30 juni 2004 telde de gemeente 3405 inwoners.

## Oppervlakte gegevens
In 2002 bedroeg de totale oppervlakte van gemeente Kulesze Kościelne 115,45 km², waarvan:
- agrarisch gebied: 67%
- bossen: 27%

De gemeente beslaat 9,01% van de totale oppervlakte van de powiat.

## Demografie
Stand op 30 juni 2004:
| Omschrijving                   | Totaal | Totaal | Vrouwen | Vrouwen | Mannen | Mannen |
| ------------------------------ | ------ | ------ | ------- | ------- | ------ | ------ |
| eenheid                        | aantal | %      | aantal  | %       | aantal | %      |
| inwoners                       | 3405   | 100    | 1676    | 49,2    | 1729   | 50,8   |
| bevolkingsdichtheid (inw./km²) | 29,5   | 29,5   | 14,5    | 14,5    | 15     | 15     |

In 2002 bedroeg het gemiddelde inkomen per inwoner 1424,55 zł.

## Plaatsen
Chojane-Bąki, Chojane-Gorczany, Chojane-Pawłowięta, Chojane-Piecki, Chojane-Sierocięta, Chojane-Stankowięta, Czarnowo-Biki, Faszcze, Gołasze Mościckie, Gołasze-Dąb, Grodzkie Szczepanowięta, Kalinowo-Solki, Kulesze Kościelne, Kulesze-Litewka, Kulesze Podlipne, Kulesze-Podawce, Leśniewo-Niedźwiedź, Niziołki-Dobki, Nowe Grodzkie, Nowe Kalinowo, Nowe Wiechy, Nowe Wykno, Stara Litwa, Stare Grodzkie, Stare Kalinowo, Stare Niziołki, Stare Wykno, Stypułki-Giemzino, Tybory Uszyńskie, Wnory-Pażochy, Wnory-Wiechy, Wnory-Wypychy.

## Aangrenzende gemeenten
Kobylin-Borzymy, Kołaki Kościelne, Rutki, Sokoły, Wysokie Mazowieckie